# Surf's Up (álbum)
Surf's Up es el decimoséptimo álbum de estudio por The Beach Boys, fue lanzado el 30 de agosto de 1971. El título viene de la canción "Surf's Up" escrita por Brian Wilson y Van Dyke Parks, del álbum inédito SMiLE, de 1967.

## Historia
En algún momento de 1969, Brian Wilson abrió una tienda de alimentos saludables llamada The Radiant Rábano. Mientras trabajaba allí, se encontró con el periodista y presentador de radio Jack Rieley. Rieley habló con Brian para una entrevista de radio, con el motivo de pasar la canción inédita "Surf's Up", un tema que había adquirido proporciones casi míticas en la prensa clandestina desde la desaparición del álbum SMiLE tres años antes. Brian racionalizado: "Es sólo que es demasiado larga. En lugar de ponerlo en un disco, prefiero dejarla como una canción. Está lejos de un tener sonido como para sencillo. Nunca podría ser un sencillo".
El 8 de agosto de 1970, Rieley ofreció una nota de seis páginas sobre cómo estimular el "aumento de las ventas de discos y la popularidad de los Beach Boys". En 1970, después del fracaso comercial de Sunflower, The Beach Boys contrataron a Jack Rieley como su nuevo mánager. Rieley era un Disc jockey que había sorprendido a la banda, con sus credenciales falsos (supuestamente era jefe de NBC en Puerto Rico), también porque había dado ideas a la banda sobre como recuperar la reputación de sus fanáticos y de los críticos, la cual se había perdido por los fracasos comerciales de sus álbumes (aunque esos álbumes habían ganado gran reputación en Europa). Uno de sus primeros pasos fue hacer que The Beach Boys compusieran canciones con mejores letras. Rieley también les aconsejó que Carl Wilson sea designado como director musical, en reconocimiento por el buen manejo que le había dado a la banda desde 1967. Rieley exigió al grupo que terminase la canción "Surf's Up". En el otoño de 1970, después del relativo fracaso comercial de Sunflower, los Beach Boys contrataron a Rieley como su mánager. Una de las ideas de Rieley fue animar a la banda a grabar canciones con mayor conciencia social. Rieley también insistió en que la banda nombre oficialmente a Carl Wilson "director musical" en reconocimiento del papel fundamental que había desempeñado para mantener la cohesión del grupo desde 1967. También solicitó la terminación de "Surf's Up", y organizó una aparición especial en un concierto de Grateful Dead en abril de 1971 para impulsar la transición de los Beach Boys en la contracultura.
El proyecto fue titulado provisionalmente como Landlocked. Cuando Brian y Jack fueron a Warner Bros Records para presentarle a Brian al ejecutivo Mo Ostin, Brian de repente comentó a Rieley: "Bueno, está bien, si me vas a obligar, voy a poner 'Surf's Up' en el álbum". A lo que Rieley preguntó, "¿De verdad lo vas a hacer?" a la que Brian repitió: "Bueno, si usted va a obligarme".
La influencia de Jack Rieley fue notable: no solo porque el álbum alcanzó el puesto 29, superando a los últimos tres álbumes, la crítica incluso quienes habían denostado a la banda, descubría ahora nuevos valores, la revista Rolling Stone que nunca se había mostrado amigable con The Beach Boys resalto el "maridaje entre las armonías corales y el pop progresivo". También fue aclamada la portada de un nebuloso dibujo de un jinete indio abatido, la espalda encorvada y la orgullosa lanza apuntando al suelo en un gesto de derrota terminal. Era una copia sin acreditar de The end of the rail de James Fraser que simbolizaba el exterminio de los pobladores originales de América del Norte. El artista realizó la pieza en la confianza de que fuese colocada frente al Pacífico, metáfora de la última frontera para la raza blanca y del desarraigo para los indios.
Rieley dice en 1967 que Smiley Smile fue la división de la banda en dos grupos: el artísticamente inclinado, utilización de drogas, los tímidos hermanos Wilson, y por el otro lado, el comercialmente orientado Mike Love, Al Jardine y Bruce Johnston.
Atemorizado por recuerdos malos de SMiLE, Brian Wilson rechazó trabajar en "Surf's Up". Entonces Carl decidió sobre-doblar el mismo la voz en la primera parte de la canción, a partir de aquella grabación de 1966, que había sido para SMiLE. A la sorpresa y el regocijo de sus socios, Brian cerca del final de las sesiones se puso a ayudar a su hermano y al ingeniero de sonido, Stephen Desper en la terminación del tercer movimiento, que se combinó el final de la demostración de 1966, "Child is Father of the Man" con la copla final, escrita posiblemente por Rieley.
"Student Demonstration Time" (esencialmente basado la clásica canción de R&B "Riot in Cell Block Nine") y "Don't Go Near the Water" en donde encontramos a Mike Love y Al Jardine ansiosos de abrazar una nueva dirección orientada al tópico del grupo. Bruce Johnston aportó "Disney Girls (1957)", elogiado por Brian por sus armonías y acordes.
El álbum también incluía "Til I Die", una canción que Brian había estado trabajando durante un año. Aunque hubiera alguna aversión por Mike Love, él mismo ha elogiado y ha interpretado la canción en vivo en años recientes. La canción es una meditación sobre la mortalidad, la oscuridad y el miedo. Mike Love compuso "Student Demonstration Time", la letra había sido escrita por Jerry Leiber y Mike Stoller, pero Love la reescribió, la canción habla de las protestas estudiantiles y de todo el movimiento juvenil que se estaba gestando en los Estados Unidos a finales de la década de 1960.
"Long Promised Road" y "Feel Flows" son las primeras composiciones solistas significativas de Carl Wilson, ambas canciones fueron prácticamente compuestas y producidas por él. Con el paso del tiempo sería "Feel Flows" la que llegaría a ser considerada también como una de las mejores canciones de Surf's Up. Escrita por Carl Wilson y Jack Rieley, la canción era una meditación sobre la conciencia humana, el proceso del pensamiento y la exaltación emocional. Fue una especie de actualización de "Good Vibrations". La canción hacía uso de flautas, sintetizador y guitarra eléctrica distorsionada; todos estos instrumentos se fundían para crear un peculiar arreglo de Carl Wilson, quien cantaba la canción.
La canción "A Day in the Life of a Tree" fue una nueva contribución de Brian Wilson, después de mucho tiempo de no grabar en el estudio. La canción habla de un árbol, y su larga vida en un contaminado y sucio parque de una ciudad. El órgano de esta canción fue añadido más tarde. La voz líder de Rieley, esta ligeramente desafinada (era una insistencia de Brian), e igualmente con la voz discorde de fondo es de Van Dyke Parks, esta podría ser interpretada como el tono cansado de voz de la canción, o como una broma de parte del compositor. Bruce Johnston compuso "Disney Girls (1957)" que fue aclamado como una obra maestra por Brian Wilson y ha sido grabado más tarde por Art Garfunkel y Cass Elliot. Las voces fueron grabadas por Van Dyke Parks y Al Jardine con Rieley de acuerdo con Jardine, Rieley cantó la canción cuando "nadie [otro] cantaba porque estaban demasiado deprimidos".
Las canciones de Dennis Wilson, "4th of July", "Fallin' In Love" (renombrada como "Lady"), y "Wouldn't It Be Nice To Live Again", fueron grabaciones hechas por el mismo Dennis, habían sido registradas poco antes de la edición del álbum. El caso de que "Wouldn't It Be Nice To Live Again" no haya sido incluida en el álbum, fue porque hubo un desacuerdo entre Dennis, y Carl. Dennis quiso que la canción fuera el tema final del álbum, después de "Til I Die", mientras Carl sugirió que "Surf's Up" debería tener aquel lugar (obviamente se sebe cual fue la decisión final). Como consecuencia de esto, Dennis tomó esta canción "Fallin' In Love" y luego la editó como lado B de un sencillo en 1970 retitulada como "Lady".
El trabajo de Dennis durante este período en última instancia produjo dos canciones para el siguiente álbum, el sencillo solista, "Lady", y el álbum de solista, que salió en 1977, Pacific Ocean Blue.

## Arte de portada
La portada de Surf's Up es un dibujo de la popular escultura de James Earle Fraser End of The Trail.

## Repercusión
Surf's Up fue publicado en agosto de 1971 con más expectación por parte de los fanáticos de The Beach Boys de la que habían tenido durante varios años. Comercialmente superó bastante a Sunflower, llegó al puesto n.º 29 en los Estados Unidos, y ya se iba haciendo costumbre que el público inglés tenga más aprecio por los siguientes álbumes, un tanto extraños de su estilo viejo, ya que llegó al puesto n.º 15 en el Reino Unido. Este álbum se encuentra en el puesto n.º 61 en la lista de Pitchfork Media, de The Top 100 Albums Of The 1970.
Fue recibido con una cálida recepción crítica. Rolling Stone escribió: "los Beach Boys protagonizaron una reaparición notable (...) un LP que se casa con sus armonías vocales de pop progresivo y que muestra a un joven hermano Carl Wilson, adentrándose en el primer plano de un venerable equipo".

### Reconocimiento
| Publicación   | País           | Galardón                                   | Año  | Lugar |
| ------------- | -------------- | ------------------------------------------ | ---- | ----- |
| NME           | Reino Unido    | New Musical Express Writers Top 100 Albums | 1993 | 46    |
| Pitchfork     | Estados Unidos | Top 100 Albums of the 1970's               | 2004 | 61    |
| Rolling Stone | Alemania       | 500 Greatest Albums of All Time            | 2004 | 154   |
| Sunday Herald | Reino Unido    | The 103 Best Albums Ever, Honest           | 2001 | *     |

## Lista de canciones
| Lado A |                                                                       |                           |          |  |
| N.º    | Título                                                                | Vocalista principal       | Duración |  |
| 1.     | «Don't Go Near the Water» (Mike Love y Al Jardine)                    | Mike Love y Al Jardine    | 2:39     |  |
| 2.     | «Long Promised Road» (Carl Wilson y Jack Rieley)                      | Carl Wilson               | 3:30     |  |
| 3.     | «Take a Load Off Your Feet» (Al Jardine, Brian Wilson y Gary Winfrey) | Al Jardine y Brian Wilson | 2:29     |  |
| 4.     | «Disney Girls (1957)» (Bruce Johnston)                                | Bruce Johnston            | 4:07     |  |
| 5.     | «Student Demonstration Time» (Jerry Leiber, Mike Stoller y Mike Love) | Mike Love                 | 3:58     |  |

| Lado B |                                                                    |                                                              |          |  |
| N.º    | Título                                                             | Vocalista principal                                          | Duración |  |
| 1.     | «Feel Flows» (Carl Wilson y Jack Rieley)                           | Carl Wilson                                                  | 4:44     |  |
| 2.     | «Lookin' at Tomorrow (A Welfare Song)» (Al Jardine y Gary Winfrey) | Al Jardine                                                   | 2:00     |  |
| 3.     | «A Day in the Life of a Tree» (Brian Wilson y Jack Rieley)         | Jack Rieley, con Van Dyke Parks [coros] y Al Jardine [coros] | 3:07     |  |
| 4.     | «'Til I Die» (Brian Wilson)                                        | Brian Wilson, Carl Wilson y Mike Love                        | 2:41     |  |
| 5.     | «Surf's Up» (Brian Wilson y Van Dyke Parks)                        | Carl Wilson+                                                 | 3:58     |  |

- En "Surf's Up" Carl Wilson en voz líder en la primera sección (grabada en 1971), Brian Wilson en la segunda sección (grabada en 1966 y 1971).

## Reediciones
En el año 2000, Surf's Up fue adjuntado con Sunflower en CD. En el año 2009 estos dos álbumes fueron reeditados en vinilo.
Como ya había pasado con Sunflower, esta vez con Surf's Up se decidió lanzar varios sencillos para promocionar este nuevo álbum, pese a que se publicaron tres (de Sunflower se habían publicado cuatro), Surf's Up fue un poco más exitoso en los Estados Unidos.
Las canciones "Disney Girls (1957)", "Surf's Up", "Long Promised Road", "Feel Flows" y "Til I Die" fueron compiladas en el álbum doble Ten Years of Harmony de 1981.